# Article (commerce)
Pour les articles homonymes, voir Article.
Un article est un des biens vendus par un magasin.
Les consommateurs, bien que limitant souvent leur comparaison au prix (d'où les stratégies de low cost, produit d'appel, etc.), souhaitent aussi aujourd'hui[Quand ?], pour certains d'entre eux, avoir une traçabilité sur les articles achetés, pour des raisons de sécurité (sécurité alimentaire, etc.).[réf. souhaitée]